# Timeo Danaos et dona ferentes

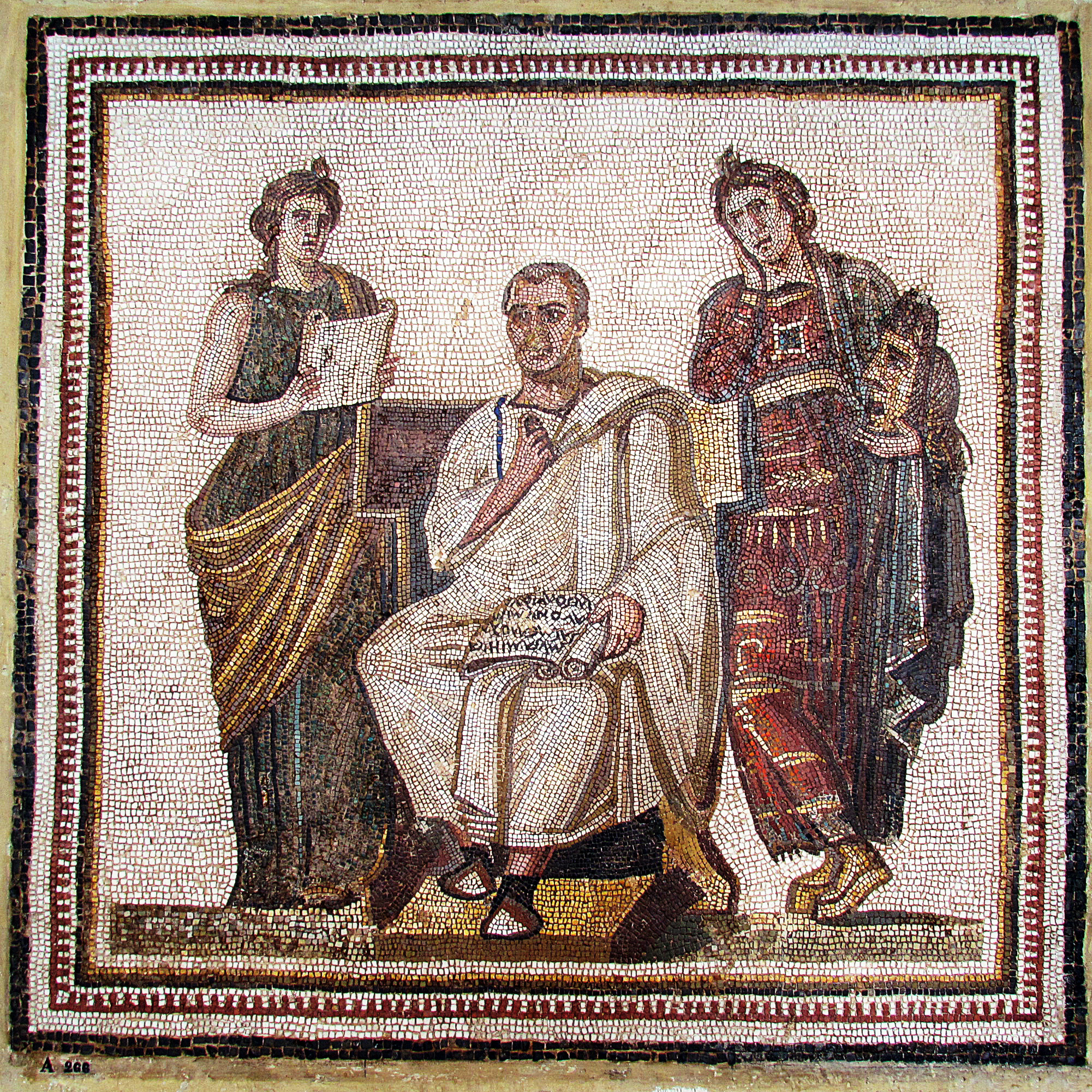
Virgilio con l'Eneide tra Clio e Melpomene (Museo nazionale del Bardo, Tunisi)

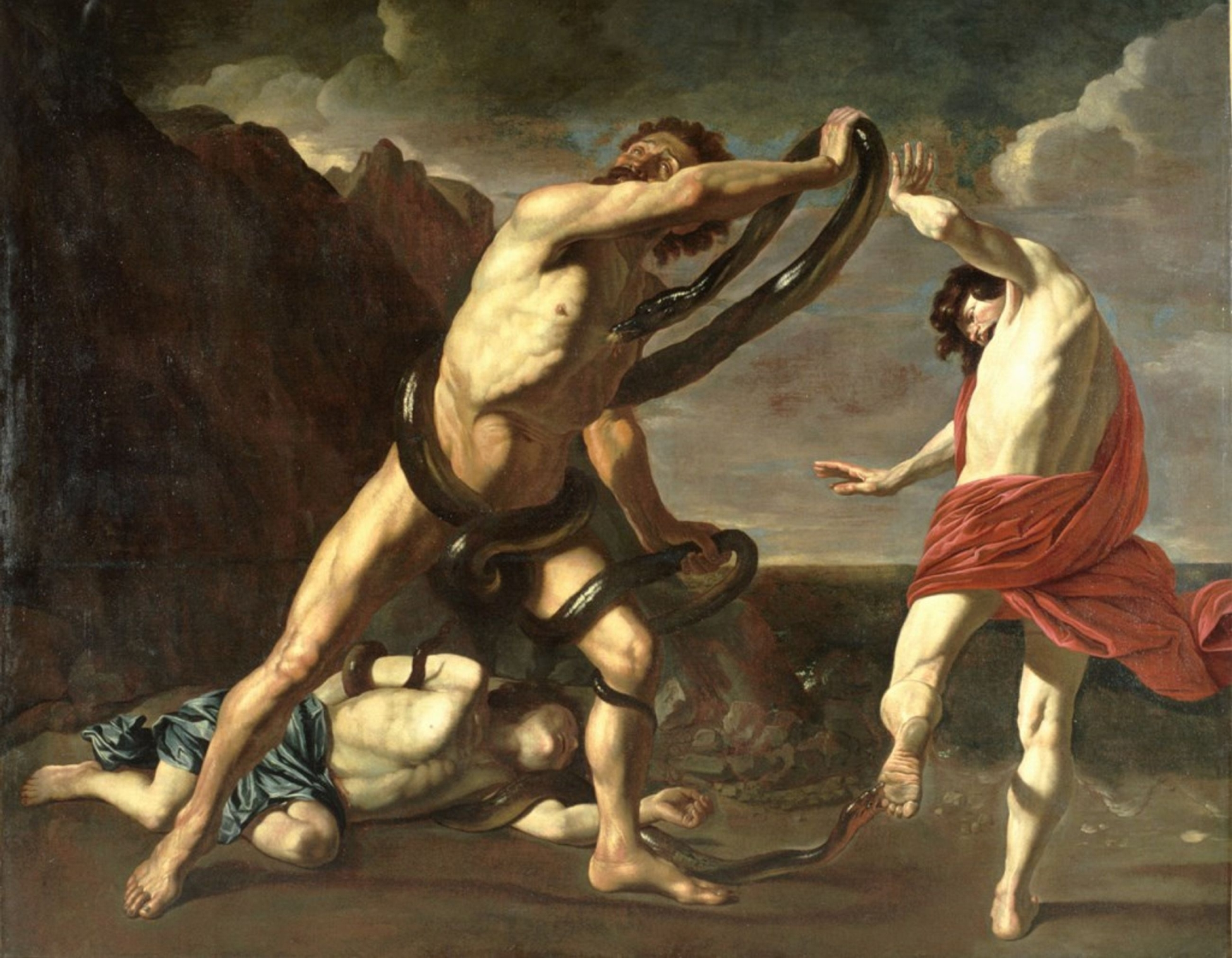
Laocoonte e i suoi figli avvinti dai serpenti marini (Pietr Claesz Soutman)

La frase latina Timeo Danaos et dona ferentes ("temo i Danai anche quando recano doni") si trova nell'Eneide (Libro II, 49) di Publio Virgilio Marone. Sono le parole pronunciate da Laocoonte ai Troiani per convincerli a non introdurre il famoso cavallo di Troia all'interno delle mura della città. Virgilio utilizza omericamente il termine Danaos (Danai), l'antico popolo di Argo, come sinonimo di "Greci", in segno di disprezzo: gli Achei erano discendenti di Danao, che aveva ordito il complotto per uccidere gli Egiziadi, suoi nipoti e generi.
Viene usata (anche nella forma sospesa Timeo Danaos...) per ricordare, a volte in tono scherzoso, che non ci si deve fidare di coloro che si ritengono nemici, anche se hanno atteggiamenti generosi o amichevoli.
In epoca moderna fu tradotta in katharevousa: Φοβοῦ τοὺς Δαναοὺς καὶ δῶρα φέροντας.

## Traduzioni
La traduzione più diffusa è "Temo i Greci anche quando/se portano doni". Nell'originale latino, la congiunzione et, qui con il significato di anche, combinata con ferentes, participio presente di fero, portare, conferisce alla secondaria implicita una connotazione concessiva, significando letteralmente "Temo i Greci anche portanti doni/anche portando (essi) dei doni", e quindi, in forma esplicita, "...anche se/quando portano doni". Una traduzione altrettanto valida è quella della versione di Rosa Calzecchi Onesti, "Temo i Dànai, e più se portano doni", sostanzialmente identica a quella proposta da Sonia Maffei, "Temo i Danai, soprattutto se portano doni". La frase, alla luce del contesto da cui è estratta, va intesa come un avvertimento a non fidarsi dei nemici, anche e soprattutto se si presentano con un omaggio.
Alcuni preferiscono l'interpretazione meno fedele dal punto di vista grammaticale "Temo i Greci e i doni che portano", per sottolineare il doppio pericolo sotteso nell'accettare qualcosa regalata senza apparente motivo e per di più da nemici dichiarati.
Altri ancora optano per "Temo i Greci e coloro che portano doni", traduzione corretta dal punto di vista grammaticale e in qualche modo affine nel significato, anche se chiaramente distante dal senso inteso dal testo originale, dove non si mette in guardia contro chiunque porti doni, ma solo contro i nemici che facciano regali ingiustificati.

## Storia
La locuzione può essere stata ispirata a Virgilio da Sofocle:
(Ai., 665, "I doni dei nemici non sono doni, né benefici")
Edizioni più recenti del testo, al posto di ferentes, riportano ferentis con la terminazione in -is dell'accusativo plurale diffusa nel latino classico. 
Nel Medioevo la frase divenne una sententia, un vero e proprio proverbio citato da scrittori ecclesiastici come Tommaso di Canterbury nella Epistula ad Alexandrum Papam (24 = Migne CXC 473D), Ivo di Chartres nella Epistula 128 (= Migne CLXII 139a).

## Citazioni

### Nel cinema
- Nel film The Rock, la frase viene pronunciata da Sean Connery nei panni di John Patrick Mason dopo aver preso visione della promessa di scarcerazione.
- Nel film La grande abbuffata di Marco Ferreri, viene detta da Philippe Noiret che interpreta un giudice decadentista mentre conversa con un raffinato cinese che gli dona una statuetta di giada.
- Nel film Star Trek II - L'ira di Khan, viene pronunciata da DeForest Kelley nei panni del dottor McCoy rivolto all'ammiraglio Kirk, che gli reca in dono una birra romulana per i suoi 50 anni.
- Nel film C'eravamo tanto amati, viene detta dall'attore Stefano Satta Flores (Nicola) durante la telefonata con la moglie subito dopo la vittoria a Lascia o raddoppia? per prendere le distanze dai suoi compaesani che si mostravano generosi con lui solo ora che aveva vinto, gli stessi che in precedenza erano stati a lui molto ostili.
- La frase è presente anche nel film Captive State (2019, Rupert Wyatt) pronunciata dal capo dei ribelli che si oppongono all'invasione aliena.

### Nei fumetti
- Nell'albo Asterix legionario, viene citata anche più volte in merito all'iniziale del nome Tragicomix: "T come timeo danaos et dona ferentes".
- Nell'albo numero 44 (Sul Lato Oscuro) del fumetto PK - Paperinik New Adventures, il Generale evroniano Zentius pronuncia la frase: "Temo i terrestri, anche quando portano doni".
- Nella webnovel Age of Adepts, capitolo 253, la frase appare come nota dell'Editore: "Temi gli adepti greci che portano doni".

### Nella letteratura
- Ne I tre moschettieri, viene anche pronunciata durante un dialogo tra d'Artagnan e il signor de Tréville, in merito al regalo della regina Anna d'Austria.
- Il titolo I Greks portano doni del libro di fantascienza di Murray Leinster fa riferimento a questa citazione.
- La stessa frase compare nel libro Come giocare e vincere a scacchi di Natale Ramini, riferendosi a un sacrificio offerto dal Maestro Zukertort e rifiutato dal suo avversario.

### Nella televisione
- In una puntata della serie Le strade di San Francisco[Quale ?], la pronuncia l'attore Michael Douglas nel ruolo dell'ispettore Steve Keller.
- In una puntata della serie tv "Big Man" con Bud Spencer nell’episodio "Boomerang".